# Boris Wladimirowitsch Stürmer

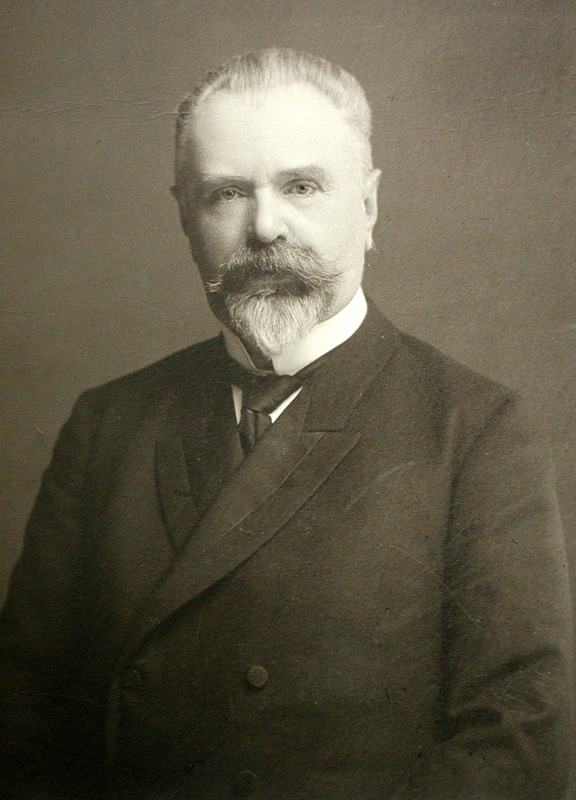
Boris Stürmer (1907)

Boris Wladimirowitsch Stürmer (russisch Борис Владимирович Штюрмер; * 16. Julijul. / 28. Juli 1848greg. in Sankt Petersburg; † 2. September 1917 in Petrograd) war ein russischer deutschstämmiger Staatsmann und bis zum 10. Novemberjul. / 23. November 1916greg. Ministerpräsident sowie Innenminister bzw. Außenminister des Kaiserreichs Russland.
Stürmer arbeitete ab 1872 zunächst im Justizministerium, danach wirkte er als Generalgouverneur von Twer (1892), Nischni Nowgorod (1894) bzw. Jaroslawl (1896–1902). Im Jahre 1904 wurde er Mitglied des Staatsrates, seine Ernennung zum Innenminister scheiterte 1904 bzw. 1909 vorerst.
Dass Stürmer nach seiner Ernennung zum Ministerpräsidenten zusätzlich auch noch das Amt des Innenministers mit übernahm, ist weniger ungewöhnlich als der Umstand, dass er ab Juli 1916 nach Sasonows Absetzung gleichzeitig auch Außenminister wurde. Im politischen System des zaristischen Russland verfügte der Ministerpräsident normalerweise nicht über Autorität in der Außenpolitik. Wie der Ministerpräsident wurde der Außenminister direkt vom Zaren ernannt – der Außenminister war zwar Mitglied des Ministerrates, aber dem Ministerpräsidenten nicht unterstellt. Stürmer war der einzige (der erste und der letzte) Ministerpräsident des Russischen Reiches, der gleichzeitig auch Außenminister war. Trotz des von ihm forcierten Kriegseintritts Rumäniens in den Ersten Weltkrieg agierte er jedoch glücklos.
Stürmer wurde protegiert von der Kaiserin Alexandra und Rasputin, in deren Auftrag Stürmer angeblich Möglichkeiten zur Beendigung des Krieges bzw. sogar eines Separatfriedens mit Deutschland sondiert haben soll, was schließlich zum Vorwand für seinen Sturz wurde. Die Regierungsgeschäfte gab Stürmer an Trepow ab, die Amtsgeschäfte als Außenminister führte zunächst Vize-Außenminister Neratow weiter. Seit der Februarrevolution 1917 war Stürmer in der Peter-und-Paul-Festung inhaftiert, wo er noch vor Ende des gegen ihn angestrengten Hochverratsprozesses starb.